# Bryan Forbes
Bryan Forbes (eredeti neve: John Theobald Clarke) (London, 1926. július 22. – Surrey, 2013. május 8.) BAFTA-díjas brit filmrendező, forgatókönyvíró, producer, színész, író.

## Életpályája
Tanulmányait a Királyi Színiakadémián végezte el. 1942-től színész. 1945-1948 között katona volt. 1948-tól szerepel filmekben. 1958-ban Richard Attenboroughval megalapította a Beavers Film Ltd.-t. 1964-ben ő írta és rendezte a Szeánsz egy esős délutánon című filmet. 1969-1971 között az Assoc. British Picture gyártásvezetője volt. 1982-től a Beatrix Potter Társaság, 1984-től pedig a Nemzeti Ifjúsági Színház elnöke. 1988-1991 között a Brit Írótársaság elnöke volt.

## Magánélete
1951-1955 között Constance Smith volt a felesége. 1955-ben házasságot kötött Nanette Newman-nel.

## Filmjei

### Rendezőként
- Fütty szélirányban (1961)
- Kiadó szoba (1962) (forgatókönyvíró is)
- Szeánsz egy esős délutánon (1964)
- Örök szolgaság (1964) (forgatókönyvíró és színész is)
- Patkánykirály (1965) (forgatókönyvíró és színész is)
- Elcserélt küldemények (1966) (producer is)
- A suttogók (1966) (forgatókönyvíró és producer is)
- Haláleset (1967)
- Chaillot bolondja (1969)
- Tombol a Hold (1970) (forgatókönyvíró is)
- Sok idővel korábban, holnap (1970)
- A stepfordi feleségek (1974)
- Hamu és Pipőke (1975) (forgatókönyvíró és színész is)
- A nagy vágta (1978) (forgatókönyvíró, színész és producer is)
- Macbeth (1980)
- Vasárnapi szeretők (1981)
- Menage á trois (1981)
- A sárga király (1982)
- Fantomkép (1984)
- Meztelen arc (1984)
- Jessica meggyilkolása (1986)
- Végtelen játszma (1990)

### Színészként
- A kis hátsó szoba (1949)
- A faló (1950)
- Az egymillió fontos bankjegy (1953)
- A bébi és a csatahajó (1956)
- Navarone ágyúi (1961)
- Felügyelő életveszélyben (1964)

### Forgatókönyvíróként
- A nagy manőver (1958)
- A dühös csend (1960) (producer is)
- Ember a holdon (1960)
- Csak ketten játszhatják (1961)
- Ipi-apacs (1980)
- Chaplin (1992)

### Producerként
- Lélekszakadt hajsza (1970) (forgatókönyvíró is)

## Művei
- Truth Lies Sleeping (elbeszélés, 1951)
- The Distant Laughter (regény, 1972)
- Notes for a Life (önéletrajz, 1974)
- The Slipper and the Rose (1976)
- Ned's Girl (Dame Edith Evans életrajza, 1977)
- International Velvet (regény, 1978)
- Familiar Strangers (regény, 1979)
- That Despicable Race – a History of the British Acting Tradition (1980)
- The Rewrite Man (regény, 1983)
- The Endless Game (regény, 1986)
- A Song at Twilight (regény, 1989)
- A Divided Life (önéletrajz, 1992)
- The Twisted Playground (regény, 1993)
- Partly Cloudy (regény, 1995)
- Quicksand (regény, 1996)

## Díjai
- BAFTA-díj a legjobb brit forgatókönyvnek (1961) A dühös csend
- Edgar Allen Poe-díj (1965) Szeánsz egy esős délutánon